# 布萊恩·羅斯 (1971年)
布萊恩·羅斯（英語：Brian Rose，1971年5月—）是Podcast節目《London Real》的主持人，生於美國，現居英國。目前《London Real》在YouTube上的訂閱人數超過兩百萬。

## 生平

### 早年
出生於加州聖地牙哥。曾在紐約市從事銀行業。2002年移居倫敦。在紐約時曾一度染上毒癮，搬到倫敦後成功戒毒。

### Podcast

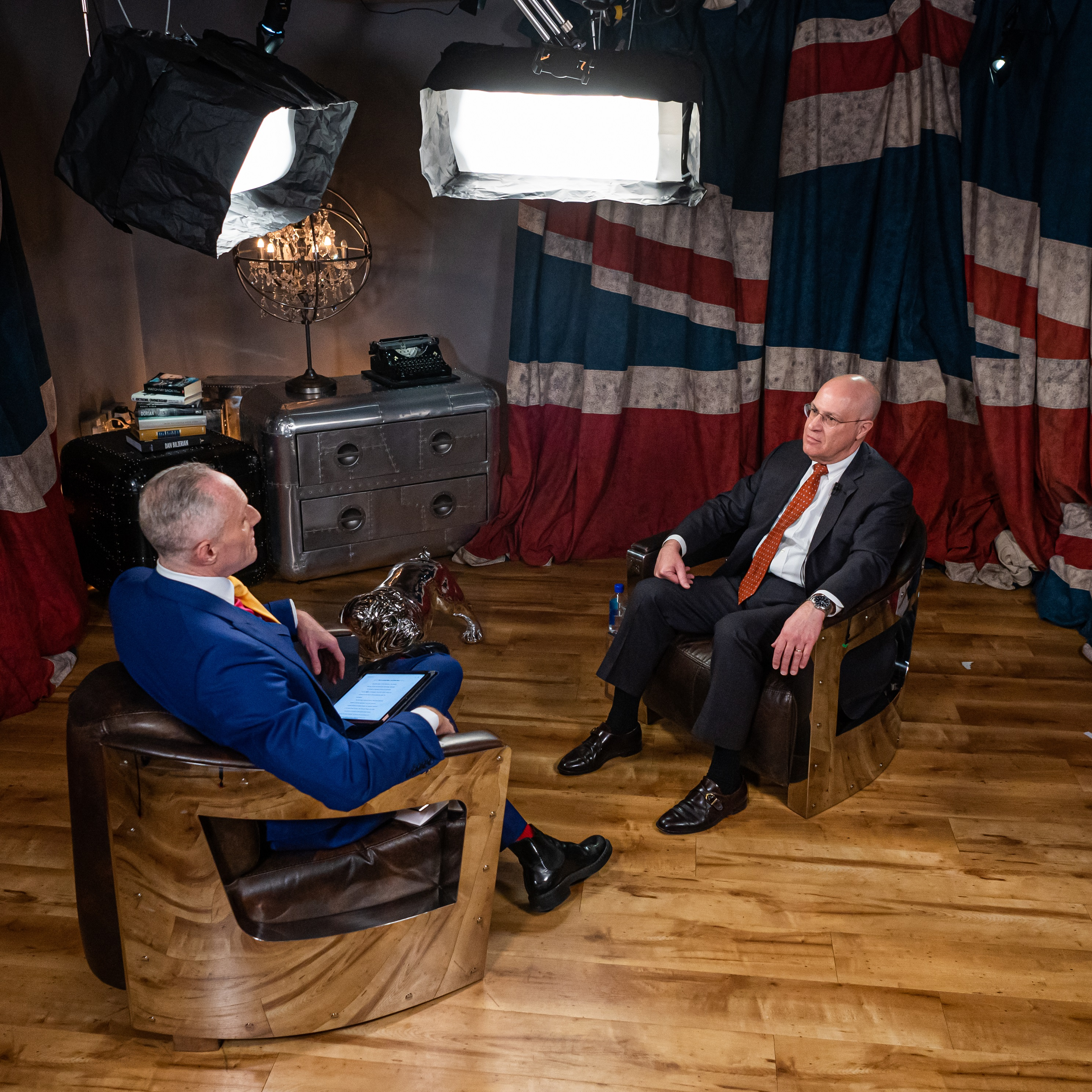
2022年3月，羅斯（左）採訪J·克里斯多福·賈恩卡洛（右）。

2011年，羅斯成立Podcast節目和YouTube頻道《London Real》，擔任主持人及執行長。他曾經在節目中採訪過羅伯特·清崎、大衛·艾克、桂格·布萊登、葛瑞姆·漢卡克、布魯斯·立普頓、史蒂芬·平克、理察·道金斯、喬·迪斯本札、謝明德、文恩·霍夫、瑪麗安娜·威廉森、諾米·普林斯、J·克里斯多福·賈恩卡洛等各界名人。
2020年，大衛·艾克在接受羅斯採訪時聲稱COVID-19疫情和5G之間存在關聯，其後有關影片相繼遭YouTube和Spotify移除。

### 政治參與
2021年倫敦市長選舉
羅斯成立了政黨「倫敦真實黨」（London Real Party），並以該黨成員身分參加2021年倫敦市長選舉。他主張的政見包括：移除倫敦市中心的所有路邊停車位並以綠地取而代之。
2021年1月，羅斯開始乘坐一輛競選巴士環遊倫敦。1月24日，羅斯及六名工作人員在為競選活動拍攝宣傳素材時，遭警方以違反封城令為由裁罰每人兩百英鎊。
在5月6日的倫敦市長選舉中，羅斯以31,111的得票數名列第七。

## 家庭
妻子瑪麗安娜（Mariana）是保加利亞人。

## 外部連結
- 布萊恩·羅斯的X（前Twitter） （英文）
- YouTube上的London Real頻道
- 布萊恩·羅斯在互联网电影资料库（IMDb）上的資料（英文）